# Bold (Merseyside)
Bold is een civil parish in het bestuurlijke gebied St Helens, in het Engelse graafschap Merseyside met 3410 inwoners.